# Huub Pfennings
Huub Pfennings (Sittard, 28 mei 1953) is een voormalig Nederlands voetballer die speelde voor Fortuna Sittard, voorloper Fortuna SC en het Belgische Patro Eisden.

## Loopbaan

### Beginjaren
Hij begon met voetbal in de jeugdafdeling van Sittardia, de club waarvan zijn vader Lambert vele jaren aanvoerder was. Huub werd in maart 1968 geselecteerd voor het Nederlands voetbalelftal 14-15 jaar. Na enkele trainingen en oefenduels maakte hij als veertienjarige zijn debuut. Hij stond op 6 april 1968 als rechtsachter in de basis bij de jeugdinterland tegen West-Duitsland (2-3). Drie jaar later speelde hij twee interlands in het Nederlands voetbalelftal 17-18 jaar. Hij maakte als jeugdinternational, samen met plaatsgenoot Huub Stevens, verschillende buitenlandse trips mee, zoals naar de Canarische Eilanden in januari 1971.

### Fortuna SC
Sittardia fuseerde in de zomer van 1968 met Fortuna '54. Pfennings ging over naar de junioren van de nieuwe profclub Fortuna SC, ook wel FSC geheten. Hij kwam in een talentvolle jeugdlichting met onder meer Huub Stevens en Joop Titaley. In het eerste fusiejaar werd het team kampioen van Limburg en derde bij de nationale titelstrijd.
Pfennings maakte op 30 augustus 1970 als 17-jarige zijn debuut in het eerste elftal tegen Willem II.
In zijn eerste jaren was hij vaker uitgeschakeld door een knieblessure. Vanaf het seizoen 1973/74 had hij een vaste plek in het eerste elftal. In oktober 1973 kreeg hij een rode kaart omdat hij een tegenstander van Excelsior geslagen zou hebben. Er volgde een mondelinge behandeling waarvoor Fortuna SC een advocaat inschakelde. De tuchtcommissie sprak uiteindelijk een schorsing van twee duels uit.

### Nacompetitie
Fortuna SC was in de jaren zeventig een subtopper in de Eerste divisie. Driemaal nam de club deel aan de nacompetitie voor promotie: in 1974, 1976 en 1979. Pfennings was er drie keer bij maar het lukte telkens niet om de Eredivisie te bereiken. 
Het eerste deel van het seizoen 1975/76 miste hij door militaire dienst en zijn werk in het horecabedrijf van zijn familie in Sittard.
In 1982 promoveerde Fortuna Sittard, zoals de clubnaam vanaf 1979 luidde, voor het eerst naar de Eredivisie. Hiervoor was geen nacompetitie nodig want de tweede plaats betekende directe promotie. Pfennings, de speler met de langste staat van dienst, miste de ontknoping op 16 mei 1982 tegen Heracles (3-1) omdat hij geblesseerd was.

### Afscheid
Hij kwam nog tot twaalf optredens in de Eredivisie waarin Fortuna Sittard als debutant op de achtste plaats eindigde. Door zijn blessure miste hij de voorbereiding en kwam pas eind november 1982 terug in het elftal. De clubleiding maakte in februari 1983 bekend dat zijn contract niet verlengd zou worden. De supportersvereniging zette uit protest een actie op. Manager Joop Castenmiller kreeg drieduizend handtekeningen overhandigd. Het was tevergeefs want op 7 mei 1983 nam Pfennings na dertien seizoenen afscheid van het thuispubliek.

### België
Hij kreeg een vrije transfer en vertrok in de zomer van 1983 naar Patro Eisden, uitkomend op het derde niveau in België, waar Gerard Bergholtz de trainer was.
Hij kende een ongelukkige start bij de Belgische club want op de eerste training liep hij een knieblessure op. In november 1983 kon hij zijn debuut maken. Patro Eisden promoveerde dat jaar naar de Tweede klasse. Pfennings nam na vier seizoenen op 34-jarige leeftijd afscheid als actief voetballer. 

### Trainer
Hij keerde in 1988 als trainer van de B-junioren terug bij Fortuna Sittard.
In 1990 werd VV Sittard zijn eerste club als hoofdtrainer. Hij bleef 25 jaar actief als trainer van  diverse Zuid-Limburgse amateurverenigingen.
Zijn zoon Ivo was ook profvoetballer bij Fortuna Sittard. Hij is vanaf 1 oktober 2018 algemeen directeur van de club.

## Clubstatistieken
| Seizoen | Club            | Land      | Competitie     | Competitie | Competitie | Beker | Beker | Internationaal | Internationaal | Overig | Overig | Totaal | Totaal |
| Seizoen | Club            | Land      | Competitie     | Wed.       | Dlp.       | Wed.  | Dlp.  | Wed.           | Dlp.           | Wed.   | Dlp.   | Wed.   | Dlp.   |
| ------- | --------------- | --------- | -------------- | ---------- | ---------- | ----- | ----- | -------------- | -------------- | ------ | ------ | ------ | ------ |
| 1970/71 | Fortuna SC      | Nederland | Eerste divisie | 6          | 0          | –     | 0     | 0              | 0              | 0      | 0      | 6      | 0      |
| 1971/72 | Fortuna SC      | Nederland | Eerste divisie | 3          | 0          | 2     | 1     | 0              | 0              | 0      | 0      | 5      | 1      |
| 1972/73 | Fortuna SC      | Nederland | Eerste divisie | 17         | 0          | 1     | 0     | 0              | 0              | 0      | 0      | 18     | 0      |
| 1973/74 | Fortuna SC      | Nederland | Eerste divisie | 34         | 3          | 2     | 0     | 0              | 0              | 2      | 0      | 38     | 3      |
| 1974/75 | Fortuna SC      | Nederland | Eerste divisie | 15         | 0          | 1     | 0     | 0              | 0              | 0      | 0      | 16     | 0      |
| 1975/76 | Fortuna SC      | Nederland | Eerste divisie | 11         | 0          | –     | 0     | 0              | 0              | 6      | 0      | 17     | 0      |
| 1976/77 | Fortuna SC      | Nederland | Eerste divisie | 25         | 1          | 2     | 0     | 0              | 0              | 0      | 0      | 27     | 1      |
| 1977/78 | Fortuna SC      | Nederland | Eerste divisie | 23         | 2          | 1     | 0     | 0              | 0              | 0      | 0      | 24     | 2      |
| 1978/79 | Fortuna SC      | Nederland | Eerste divisie | 31         | 1          | 4     | 0     | 0              | 0              | 4      | 0      | 39     | 1      |
| 1979/80 | Fortuna Sittard | Nederland | Eerste divisie | 36         | 0          | 2     | 0     | 0              | 0              | 0      | 0      | 38     | 0      |
| 1980/81 | Fortuna Sittard | Nederland | Eerste divisie | 30         | 0          | 1     | 0     | 0              | 0              | 0      | 0      | 31     | 0      |
| 1981/82 | Fortuna Sittard | Nederland | Eerste divisie | 23         | 1          | 1     | 0     | 0              | 0              | 0      | 0      | 24     | 1      |
| 1982/83 | Fortuna Sittard | Nederland | Eredivisie     | 12         | 0          | 1     | 0     | 0              | 0              | 0      | 0      | 13     | 0      |
| 1983/84 | Patro Eisden    | België    | Derde Klasse B | ?          | ?          | –     | 0     | 0              | 0              | 0      | 0      | ?      | ?      |
| 1984/85 | Patro Eisden    | België    | Tweede klasse  | ?          | ?          | –     | 0     | 0              | 0              | 0      | 0      | ?      | ?      |
| 1985/86 | Patro Eisden    | België    | Tweede klasse  | ?          | ?          | –     | 0     | 0              | 0              | 0      | 0      | ?      | ?      |
| 1986/87 | Patro Eisden    | België    | Tweede klasse  | ?          | ?          | –     | 0     | 0              | 0              | 0      | 0      | ?      | ?      |
| Totaal  | Totaal          | Totaal    | Totaal         | 266        | 8          | 18    | 1     | 0              | 0              | 12     | 0      | 296    | 9      |